# Regreso al silencio
Regreso al silencio és una pel·lícula xilena de 1967, dirigida per Naum Kramarenco. És un trhiller policial que entre els seus mèrits destaca la primera aparició junts d'Humberto i Héctor Duvauchelle, i l'aparició de Nelson Villagra, que a la llarga es transformaria en un dels més grans actors de Xile

## Argument
La pel·lícula transcorre entre Miami, Santiago i Valparaíso. Bill Stadley (Humberto Duvauchelle), que estava vivint en Miami, arriba a Santiago i es troba amb el seu germà Juan (Héctor Duvauchelle) després d'anys sense veure's però, després d'una nit de bar, Juan novament desapareix sense deixar-li a Bill cap pista per retrobar-lo.
Bill manté una naixent relació amb Elsa (Orieta Escamez), l'hostessa del vol de Miami a Santiago, que al principi es mostra poc interessada a sortir amb ell.
A l'hotel on s'allotja Bill arriba un misteriós detectiu (Nelson Villagra), que s'ofereix a buscar a Juan, però les pistes que lliura no són gaire clares i Bill creu que la intenció d'aquest detectiu és treure'ls diners, lliurant-li lentament les pistes.